# 제노바 첸
제노바 첸(중국어 간체자: 陈星汉, 정체자: 陳星漢, 병음: Chén Xīnghàn)은 중국의 게임 디자이너이다. 제노바 첸은 게임 디자이너다. 'Flower'와 'Journey' 및 댓게임컴퍼니의 공동 설립자이다.

## 개요
제노바천은 상하이 출신으로 디지털 예술 및 디자인 전공으로 컴퓨터 과학 학사 학위를 취득했다. 제노바는 미국으로 이민하였고, 거기서 남캘리포니아 대학교의 USC 인터랙티브 미디어 학과에서 석사 학위를 받았다. 미디어 부서에서 그는 플라워 게임을 만들고 동료 학생들을 만났다. 맥시스에서 잠시 동안 스포어(2008년 비디오 게임)를 작업한 후 그는 산티아고와 함께 댓게임컴퍼니를 설립하여 회사의 감독이 되었다. 이 회사는 소니 컴퓨터 엔터테인먼트와 위 3개의 게임에 대한 계약을 체결하고 플레이스테이션를 통해 "Flow", "Flower", "Journey"를 판매했다.
제노바천은 자신이 살고 있는 문화가 아닌 다른 문화에서 태어났기 때문에, 모든 사람에게 보편적으로 어필하는 게임을 만들려고 했다. 다른 게임이 부족한 플레이어에 감성적 반응을 불러일으키는 게임을 만들어 비디오 게임을 통해 사회적으로 미성숙한 사람들에게 성숙할 수 있도록 돕는 게 그의 목표다.

## 같이 보기
- Sky : 빛의 아이들
- Flower
- Journey